# Pseudojuloides paradiseus
Pseudojuloides paradiseus là một loài cá biển thuộc chi Pseudojuloides trong họ Cá bàng chài. Loài này được mô tả lần đầu tiên vào năm 2020.

## Từ nguyên
Từ định danh của loài trong tiếng Latinh có nghĩa là "thiên đường", hàm ý đề cập đến màu sắc hấp dẫn của cá đực.

## Phân loại và phạm vi phân bố
Năm 2020, phạm vi phân bố của loài Pseudojuloides elongatus đã được xác định lại. Theo đó, quần thể trước đây được cho là P. elongatus ở vùng bờ biển phía nam Nhật Bản đã được công nhận là P. paradiseus.
P. paradiseus sống trên nền đáy đá vụn và trong các thảm cỏ biển, rong tảo ở độ sâu đến 40 m.

## Mô tả

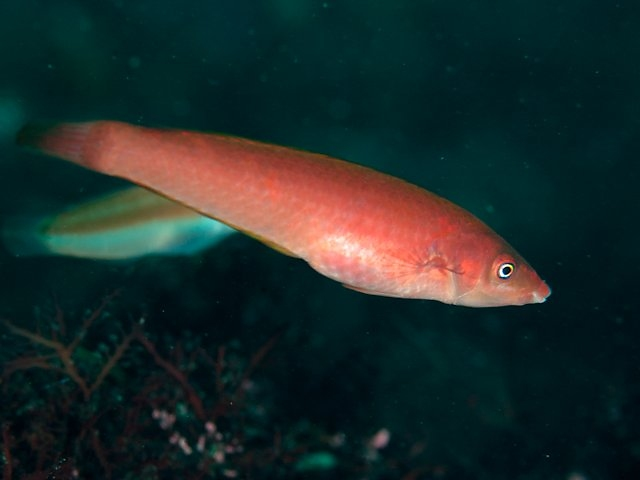
Cá cái

P. paradiseus có chiều dài cơ thể tối đa được ghi nhận là gần 11,2 cm. Chúng là loài dị hình giới tính.
So với P. elongatus và Pseudojuloides crux, cá đực của P. paradiseus có màu vàng cam tươi đến màu hồng cam (P. crux cũng có màu vàng cam nhưng không sáng màu như P. paradiseus), thân trên được phủ một dải màu đen với các hàng đốm màu xanh lam óng (P. elongatus không có dải đen này). Cá cái có màu đỏ cam đến màu đỏ gạch (đỏ hơi nâu).
Số gai ở vây lưng: 9; Số tia vây ở vây lưng: 12; Số gai ở vây hậu môn: 3; Số tia vây ở vây hậu môn: 12; Số tia vây ở vây ngực: 12; Số gai ở vây bụng: 1; Số tia vây ở vây bụng: 5.

### Trích dẫn
- "Two New Species of Pseudojuloides from Western Australia and Southern Japan, with a Redescription of Pseudojuloides elongatus (Teleostei: Labridae)" (PDF). Copeia. Quyển 108 số 3. 2020. tr. 551–569. {{Chú thích tạp chí}}: Đã bỏ qua tham số không rõ |authors= (trợ giúp)